# Aspidimorpha timorensis
Aspidimorpha timorensis es un insecto coleóptero de la familia Chrysomelidae.
Es endémica de Timor.